# Риман, Роберт
Роберт Раймен (Robert Ryman, 30 мая 1930, Нашвилл, Теннесси — 8 февраля 2019, Нью-Йорк) — американский живописец-минималист.

## Творчество
Раймен свел живописные средства к минимуму: квадратный формат и белый цвет. Он разнообразил эти составляющие, манипулируя с масштабом и текстурой. Раймен продемонстрировал, что визуальная сложность может быть достигнута при помощи ограниченных средств. Он стремился обратить внимание зрителя на тонкие изменения в мазках краски, текстуры и материала, а также отношения между закрашенными областями и краем. Раймен также экспериментировал с экспонированием картин, размещая их очень близко или подчеркнуто отделяя их. С 1976 года он включил подвесную систему в композицию работ, используя металлические крепления, чья функция была визуальной и практической одновременно.
Раймена часто классифицируют как минималиста, но он предпочитает называться «реалистом», потому что он не заинтересован в создании иллюзий, а только в представлении материалов, которые он использует в композициях. Экспериментируя на протяжении творческого пути с медиа, Раймен писал и рисовал на холстах, стали, алюминии, плексигласе, виниле, стекловолокне, гофрированной бумаге, мешковине, газетной бумаге, обоях. Он использовал масляные и акриловые краски, энкаустику, пастель, эмаль, графит, гуашь. Раймен также экспериментировал с графикой, создавая акватинты, литографии, шелкографии и офорты.

## Биография
Раймен переехал в Нью-Йорк в 1953 году, собираясь стать профессиональным джазовым саксофонистом. Вскоре он поступил на работу в Музей современного искусства (MoMA) охранником, чтобы свести концы с концами, где встретился с художниками Солом Ле Виттом и Дэном Флавином, которые также работали с ним в MoMA. В этот период он также познакомился с художником Роем Лихтенштейном.
Увлеченный работами абстрактных экспрессионистов — Марка Ротко, Виллема де Кунинга, Клиффорда Стилла, Джексона Поллока и Барнетта Ньюмана, Раймен заинтересовался актом живописи. Он купил художественные принадлежности в местном магазине и начал экспериментировать в своей квартире в 1955 году.
Первая персональная выставка Раймена прошла в Галерее Paul Bianchini в 1967 году, а первая музейная персональная выставка состоялась в 1971 году в Музее Гуггенхайма в Нью-Йорке.
В 1992 году прошла большая ретроспектива живописи Раймена, организованная Музеем современного искусства и Галереей Тейт. Он был членом Американской академии искусств и литературы с 1994 года. Hallen für Neue Kunst, Музей современного искусства в Шаффхаузен, Швейцария, имеет самую большую коллекцию работ Раймена, постоянно экспонируя 29 произведений, созданных в период с 1959 по 2007 год.